# Герміпп
Герміпп Смирнійський (грец. Ἕρμιππος) — філософ-перипатетик. Античні письменники називали його Каллімаховим (грец. ό Καλλιμάχειος), тому можна зробити висновок, що він був учнем Каллімаха (середина III ст. до н. е.). Однак, в той же час, той факт, що він написав біографію Хрісіппа, доводить, що Герміпп жив наприкінці століття. Його праці мали велике значення та цінність. Їх неодноразово згадували античні автори під різними назвами, які, можливо, просто були розділами великої біографічної праці Герміппа, що часто цитується під назвою «Життєписи». Праця містила багато важливих біографій античних фігур, у тому числі ораторів, поетів, істориків та філософів. Вона містила найраннішу біографію Арістотеля, а також таких філософів як Піфагор, Емпедокл, Геракліт, Демокріт, Зенон Елейський, Сократ, Платон, Антисфен, Діоген Синопський , Стільпон, Епікур, Теофраст, Гераклід Понтійський, Деметрій Фалерський та Хрісіпп. Праця не збереглась, але існують багато обширних цитат.